# Fantômas (film 1947)
Fantômas è un film del 1947 diretto da Jean Sacha.

## Trama
Dopo una lunga assenza, Fantômas riappare: il grande criminale vuole impedire che la figlia Hélène si sposi con il giornalista Fandor. Per ostacolare le nozze, uccide il sindaco che avrebbe dovuto celebrare la cerimonia. Poi lancia una sfida al Ministro degli Interni: esige un miliardo di franchi, altrimenti un milione di parigini moriranno.

## Produzione
Il film fu prodotto dalla Latino Consortium Cinéma.

## Distribuzione
Distribuito dalla Ciné Sélection, uscì nelle sale cinematografiche francesi il 18 settembre 1947.